# نادي الجهاد (العراق)
نادي الجهاد الرياضي هو فريق كرة قدم عراقي مقره في واسط، يلعب في الدوري العراقي الدرجة الثانية.

## روابط خارجية
- أندية العراق - تواريخ التأسيس